# Druide
Die Druiden waren eine kultische und geistige Elite in der keltischen Gesellschaft und Mythologie. Sie gelten als wichtigste Personen des Kultpersonals der keltischen Religion. Die heute vorliegenden Erkenntnisse stammen überwiegend aus römischen und mittelalterlichen christlichen Quellen.
Von den Druiden unterschieden werden die keltischen Vates, die ebenfalls mantische Bräuche und Opfer vollzogen sowie die Filid, die Barden, Dichter, Sänger und Unterhalter der keltischen Fürsten waren. Innerhalb verschiedener neuheidnischer Bewegungen bezeichnen sich heutzutage einige Gruppen ebenfalls als Druiden, siehe Neuzeitliche Druiden.

## Etymologie
Plinius vermutete, der Name gehe auf die altgriechische Vokabel δρυς (drys) für Eiche zurück, da diese Bäume und die auf ihnen wachsenden Misteln beim Kult und in der Heilkunst der Druiden von herausgehobener Bedeutung gewesen seien. Somit ist das im Lateinischen aus dem Gallischen übernommene Wort als „Eichenkundiger“ deutbar.
In der festlandskeltischen Tradition kommt das Wort nicht vor, nur bei griechischen und römischen Autoren wird es als Pluralform druídae bzw. druides genannt. Ein rekonstruiertes keltisches Wort wäre *druwids (Singular), ältere Form *do-are-wid-s („Voraussehender“, „Wahrsager“). Der erste Teil dru kann sowohl „Eiche“ bezeichnen als auch Eigenschaften wie „dicht, kräftig, viel“, also ein Verstärkungswort. Der zweite Teil geht auf die indogermanische Wurzel *weid- zurück und steht so mit dem griechischen eidon („ich erblickte/erkannte“), dem lateinischen video („ich sehe“) und letztlich auch dem deutschen wissen in einer Reihe. Ein Druide wäre demnach ein „besonders weit Sehender“ oder „besonders viel Wissender“. Nach Maximos von Tyros, einem griechischen Philosophen, sahen die Kelten in der Eiche ein Symbol des Himmelsgottes.
Das neuirische draoi führt über das altirische druí direkt zu dru-wid-s. Die kymrische Bezeichnung derwydd wird auf die genannte ältere Form *do-are-wid-s zurückgeführt. Hierher gehören auch noch die altirischen Parallelbildungen druí („Druide“), suí („Gelehrter“) und duí („Ignorant“).

## Funktion
Nach Gaius Iulius Caesar waren die Druiden Angehörige der Adelsschicht, die sich dem Studium der Philosophie und Religion widmeten und in der keltischen Gesellschaft die Rolle des Priesterstandes innehatten. Neben den Vates waren sie für den Opferdienst zuständig und wie diese übten sie mantisches Brauchtum aus. Zusätzlich waren sie aber auch Intellektuelle und galten als Philosophen, Astrologen, Rechtsgelehrte, Heilkundige und Magier.
Unklar ist ihre Kategorisierung als Ärzte (keltisch: Liaigis), die wohl nicht ohne Weiteres auf alle Angehörigen der Druidenklasse ausgedehnt werden kann (ebenso wie nicht jeder Heiler Angehöriger der Druiden war).
Neben ihren religiösen und kultischen Pflichten waren die Druiden auch politisch tätig und agierten als Ratgeber der Fürsten und als Unterhändler. Es stand ihnen zu, Frieden zu stiften sowie die höchsten Beamten wie den Vergobretus zu wählen oder ins Amt zu heben.

## Lehren
Laut Cäsar hingen die Druiden einer Lehre der Wiedergeburt an und waren der Meinung, dass die Kelten Nachfahren des Totengottes Dis Pater (welche gallische Gottheit Cäsar meint, ist bis heute umstritten) seien. Hippolyt von Rom und Clemens von Alexandria brachten die druidischen Lehren mit der Lehre des Pythagoras in Verbindung, wobei Hippolytus der Ansicht war, die Druiden seien von Pythagoras beeinflusst, während Clemens von Alexandria der Meinung war, vielmehr habe Pythagoras Lehren der Kelten übernommen. Generell wird eine Entwicklung der keltischen Religion aus wahrscheinlich animistischen Geisterwelt-Vorstellungen der Bronzezeit angenommen, wobei jedoch Lukian von Samosata auch einen keltischen Philosophen (wahrscheinlich einen Druiden) erwähnt, der fundierte Kenntnisse in griechischer und römischer Mythologie und Philosophie besaß, sodass mediterrane Einflüsse nicht auszuschließen sind. Laut Cäsar wurde die druidische Lehre in Britannien erfunden, was in der Vergangenheit häufig Spekulationen über mögliche Einflüsse vorindoeuropäischer Vorstellungen auf die keltische Religion auslöste. Laut Cäsar und Lucan brachten die Druiden ihren Göttern auch Menschenopfer dar.

## Archäologischer Befund
Archäologisch ist das Druidentum schwer nachzuweisen. Gräber von Druiden konnten nicht überzeugend festgestellt werden, obwohl hin und wieder besondere Grabbeigaben (zum Beispiel bei der „Prinzessin von Vix“ oder bestimmten britannischen Gräbern mit „Zeremonialkronen“) Spekulationen über Personen mit „priesterlicher Funktion“ auslösten. Der archäologische Befund scheint den klassischen Autoren auch teilweise zu widersprechen, wenn diese beispielsweise angeben, die keltische Religion sei ausschließlich in Heiligen Hainen ausgeübt worden und habe nur grob behauene Holzstelen als Pfahlgötzen gekannt, denn bereits aus vorrömischer Zeit konnten feste tempelartige Gebäude und Heiligtümer mit äußerst kunstvollen anthropomorphen Götterfiguren nachgewiesen werden. Ebenfalls Schwierigkeiten bereitet der Nachweis von Menschenopfern. Einzig der keltische Kopfkult konnte bisher einwandfrei nachgewiesen werden. Allerdings könnten Nage- und Messerspuren bei einigen Sonderbestattungen auf kultische Tötungen und eventuell sogar auf kultischen Kannibalismus hindeuten (obgleich dies umstritten bleibt, da auch postmortale Manipulationen bei Sonderbestattungen vorliegen könnten). Allerdings fand man keltisches Kultinventar wie Zeremonienstäbe oder Zepter, Klapperbleche und Masken, die vielleicht bei religiösen Festen oder Mysterienspielen Verwendung fanden, so dass man sicher eine priesterliche Schicht annehmen kann, auch wenn sich diese in den Grabbeigaben kaum vom normalen Adel unterscheiden lässt.
1977 wurde in Gournay-sur-Aronde, einem kleinen Dorf rund 75 Kilometer nördlich von Paris, auf einem Hügel ein keltisches Heiligtum entdeckt. Der hölzerne Tempel mit quadratischem Grundriss, dessen Eingang einen monumentalen, mit menschlichen Schädeln geschmückten und auf sechs Pfeilern ruhenden Portalvorbau besaß, stammt wohl aus dem 2. Jh. v. Chr.; der Mittelpunkt des Heiligtums, eine ovale Opfergrube von drei Metern Länge und zwei Metern Tiefe, wurde schon im 3. Jh. v. Chr. genutzt. Eine kleine quadratische Grube mit Tongefäßen lässt vermuten, dass der Ort bereits im 4. Jh. v. Chr. als keltischer Kultplatz diente. Ein anderes keltisches Heiligtum, das Heiligtum von Ribemont-sur-Ancre, entdeckten die Archäologen weitere 50 Kilometer nordöstlich an einem Abhang in der Nähe des Flusses Ancre. Es stammt ebenfalls aus dem 3. bis 2. Jh. v. Chr. Die 40 mal 40 Meter große Anlage ist umgeben von einer drei Meter hohen Palisade und einem ebenso tiefen Graben. Sie besitzt ein monumentales Eingangstor, das mit Menschenschädeln geziert war. In der näheren Umgebung wurden über 10.000 menschliche Knochen und mehrere hundert Waffen gefunden, aber kein einziger Schädel.

## Druiden in der keltischen Frühgeschichte

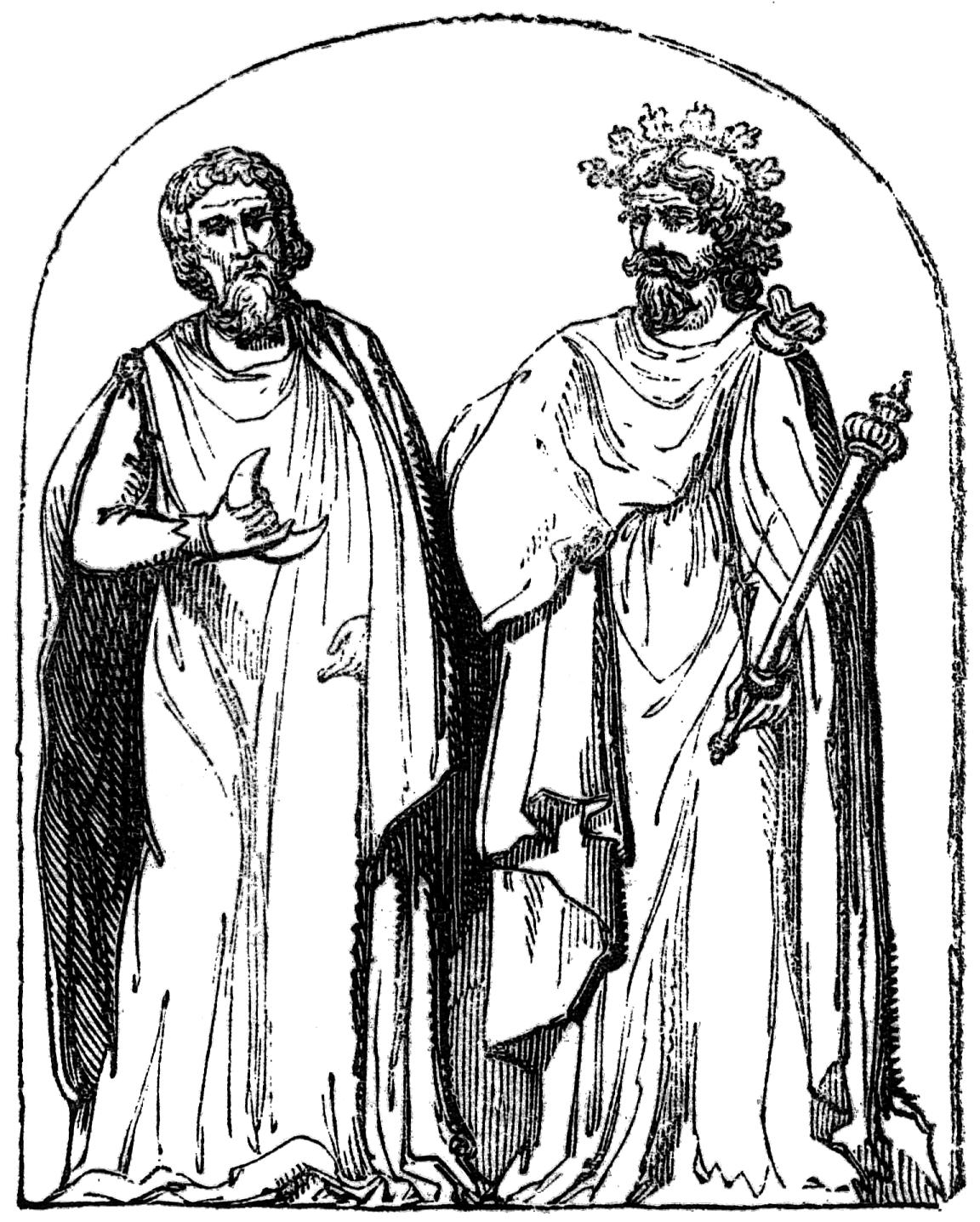
Zwei Druiden aus einer Veröffentlichung von 1845. Nach einem Relief, das in Autun gefunden wurde

Von den Druiden selbst ist uns mit Ausnahme von wenigen Weiheschriften und Steintafeln mit religiösem Inhalt sowie dem Kalender von Coligny nichts überliefert. Der Grund hierfür wird zumeist in dem von Gaius Iulius Caesar berichteten Schriftverbot für die Inhalte ihres Glaubens gesehen.
Caesars Beschreibungen im sechsten Buch seines Werks De bello Gallico gehören zu den ältesten, überlieferten Berichten über Druiden. Dieser Text weist Parallelen zu einer Darstellung des Poseidonios (135–51 v. Chr.) auf, der ein hellenistisch idealisiertes Bild der Druiden als Philosophen malt. Andererseits berichten antike Autoren davon, dass Druiden Menschenopfer durchführten, in denen Menschen durch einen Dolchstich oberhalb des Zwerchfells getötet wurden, um aus ihren Todeszuckungen die Zukunft vorherzusagen (Diodor: Bibliotheca historica, 5, 31; Strabon: Geographika, 4, 4, 5), und Menschen in Weidegeflechten, die Abbilder von Göttern darstellten, als Brandopfer dargebracht wurden (Caesar, De bello Gallico, 6, 16). Teilweise wurden diese Berichte als antikeltische „Kriegspropaganda“ gewertet. Inzwischen konnten Archäologen Überreste gewaltiger Opferfeuer, verbrannter Menschenknochen und auch Artefakte zur Opferschau nachweisen, sodass diese Berichte wohl zumindest teilweise bestätigt sind. Allerdings bereitet der eindeutige archäologische Nachweis von Menschenopfern immer noch große Schwierigkeiten; immerhin könnte es sich auch um Brandbestattungen und um Instrumente zur Leberschau bei Opfertieren handeln.
Eine nähere Untersuchung der Quellen legt nahe, dass sowohl Julius Caesar als auch Cicero sich der Darstellungen von Poseidonios bedienten. Betrachtet man die Umstände bzw. Absichten, die Cäsar mit seinen Berichten verfolgte, nämlich unter anderem die Rechtfertigung des Gallischen Krieges, so ist es nicht verwunderlich, dass seine Schilderungen teilweise recht einseitig sind.
Darüber hinaus schildert Cäsar in seinen Berichten Details der gallischen Gesellschaft, die er als Feldherr gar nicht beobachtet haben kann. Diese Einzelheiten und die teilweise frappierende inhaltliche Übereinstimmung mit den Texten des Poseidonios in manchen Passagen lassen den Schluss zu, dass fast alle der von ihm wiedergegebenen Informationen eine Zusammenfassung entsprechender Passagen aus dem 23. Band des Geschichtswerks des Poseidonios stammen, das dieser als Fortsetzung des Werkes von Polybios erstellt hatte. Leider ist von diesem Werk wenig erhalten, somit existiert keine vollständige direkte Quelle, die von der Blütezeit der Druiden in Gallien (2.–3. Jh. v. Chr.) berichtet.
Neueste Thesen zeigen die Problematik bei der Deutung der durch Caesar oder Cicero überlieferten Berichte, die auf Poseidonios zurückgehen. Demnach müssen ebenso wie Caesars als „ethnographischer Exkurs“ bezeichnete Passage aus dem sechsten Buch über den gallischen Krieg, auch Ciceros Darstellungen im Kontext gesehen werden. So schreibt dieser zum Beispiel im Jahre 69 v. Chr. in einem Plädoyer explizit von rituellen Menschenopfern unter den Galliern. Diese Diskreditierung der gallischen Religion hat sich bis heute nachhaltig bewahrt und wird gerne zitiert, um diese barbarische Praxis zu belegen. Die Absicht dieser Darstellung war jedoch, gemäß der Natur eines Plädoyers, seinen (römischen) Klienten zu verteidigen, und die (gallische) Gegenseite als unglaubwürdig darzustellen. So schreibt Cicero 23 Jahre später in seiner philosophischen Abhandlung De divinatione („Über die Wahrsagung“) in einem ganz anderen Ton über die Druiden: Er stellt sie als naturwissenschaftliche Gelehrte und Philosophen dar, die sich unter anderem mit Weissagungen befassen, und beruft sich dabei auf seine Gespräche mit dem Häduer Diviciacus, einem Druiden, den er zeitweilen als Gast bei sich beherbergt hatte.
Von Plinius ist die Tradition des weiß gekleideten Druiden überliefert, der mit der goldenen Sichel Mistelzweige von der Eiche schneidet; auch berichtet Plinius von Stieropfern, die unter Anleitung eines Druiden erfolgten (Plinius, Naturalis historia 16, 249–251). Die Mistel und insbesondere die Eiche wurden von den Druiden als heilige Pflanzen geschätzt: Plinius führt die Bezeichnung Druide in einer wahrscheinlich falschen Etymologie auf das altgriechische Wort δρὑς drys für Eiche zurück. Dass die Mistel allein wegen ihrer Wirkung als Heilpflanze verehrt wurde, erscheint aus heutiger Sicht eher unwahrscheinlich. Hinzu kam wohl die immergrüne Färbung ihres Laubes.
Nachdem Augustus Gallien zur römischen Provinz ernannt hatte, untersagte er römischen Bürgern die Ausübung der gallischen Religion, sein Nachfolger Tiberius schaffte die Druiden und die „Gesellschaft von Medizinmännern und Sehern“ ab, den Todesstoß aber versetzte ihr erst Claudius. Die übrigbleibenden Druiden wurden entweder römische Flamines oder Aediten und pflegten weiterhin die gallorömischen Heiligtümer, wodurch eine Mischreligion entstand, oder aber sie verloren ihre Machtposition und somit ihr Vermögen und ihren gesellschaftlichen Einfluss. Der ursprüngliche Druidenkult überlebte nur in Britannien, wo im Jahre 60 von den Römern auf der nördlich von Wales gelegenen Insel Mona wahrscheinlich ein Hauptheiligtum der Druiden mit einer ihrer wichtigsten Schulen in einem Rachefeldzug gegen aufständische Stämme zerstört wurde (siehe auch Llyn Cerrig Bach). Nach dem Brand des Kapitols in Rom im Jahr 69 sollen die keltischen Druiden den Untergang des römischen Reiches prophezeit haben.

## Druiden in der Spätantike
In der späteren Antike kam es anscheinend zu einem kurzen Wiederaufflammen der keltischen Religion. So berichtet die Historia Augusta unter den Namen der Historiker Flavius Vopiscus und Aelius Lampridius von gallischen Druidinnen, die den römischen Kaisern Alexander Severus, Aurelian und Diokletian die Zukunft vorhersagten, und neben Diokletian taten sich auch die Kaiser Caracalla, Maximian und der frühe Konstantin der Große als Verehrer des Heilgottes Belenus hervor. Der gallische Gelehrte Ausonius aus Burdigala brüstete sich in seinem Werk Parentalia im 4. Jahrhundert, aus einer angesehenen Druidenfamilie zu stammen, ebenso wie sein Lehrer Attius Patera, dessen Großvater ein Aedituus des Gottes Belenus gewesen sei, und sein Amtskollege Phoebicius, der ebenfalls aus einer Druidenfamilie stammte und ebenfalls ein Kultfunktionär des Belenus war. Die Druidenschulen von Augustodunum, Burdigala und anderen Städten wurden wahrscheinlich zur Kaiserzeit in römische Universitäten umgewandelt. Die Lehrer stammten jedoch, wie Ausonius Beispiel zeigt, weiterhin aus den alteingesessenen Familien.
Späte Berichte über die keltische Religion stammen von Gregor von Tours, der über den südgallischen Kult der Berecynthia schreibt, sowie Eligius, der im 7. Jahrhundert über heidnische Praktiken in Flandern berichtet. Es ist jedoch unklar, ob sich diese Berichte auf Überbleibsel der druidischen Religion im ursprünglichen Sinne beziehen oder ob es sich nicht vielmehr um Reste des spätantiken gallorömischen Synkretismus handelt. Daneben liegen Beschreibungen von Druiden in frühmittelalterlichen Heiligenviten aus Schottland und Irland vor. Die keltische Mythologie Irlands kennt Druiden wie Mog Ruith oder Cathbad als mächtige Adlige und Berater der irischen Könige und Kleinkönige, die noch vor ihnen bei Gericht das Wort ergreifen durften, sowie als Zauberer und Propheten. Auch Hochdruiden der Provinzen werden erwähnt. Der walisische Historiker Nennius berichtet um 829 in seiner Biographie des halbhistorischen britannischen Königs Vortigern, dass dieser, nachdem St. Germanus ihn wegen Festhaltens an der Lehre des Pelagius exkommuniziert habe, sich zwölf „Druiden“ als Berater herangezogen habe.

## Druiden im frühmittelalterlichen Britannien und Irland
Einige mittelalterliche Quellen berichten von „Drui“ bzw. „Derwydd“ im mittelalterlichen Irland und Britannien. So sollen sich irische „Magier“ den Missionaren St. Columban und St. Patrick gegenübergestellt haben bei deren Versuch, Irland zu christianisieren. Die meisten dieser Zauberer wurden der Sage nach von den Heiligen in „Zauberduellen“ besiegt, wonach sie ihre Macht verloren. Andere sagenhafte irische Zauberer wie Túan mac Cairill sollen durch die Überzeugungskraft der heiligen Männer freiwillig zum Christentum übergetreten und später Mönche geworden sein. Tatsächlich weist das frühe irische Christentum, vor allem das der Culdeer, einige Elemente auf, die nicht aus dem Christentum des Mittelmeerraumes oder Nordafrikas zu stammen scheinen und die vielleicht auf keltische Einflüsse zurückzuführen sind. Augustinus Hibernicus berichtet noch im 7. Jahrhundert von irischen „Magiern“, die die Wiedergeburt von Menschen in Vogelgestalt gelehrt haben sollen. Allerdings mag sich die Bedeutung des irischen Wortes Drui (weibl. Bandrui) von der der festlandkeltischen „Druides“ unterschieden haben, „Drui“ bezeichnete im irischen Frühmittelalter einen Beamten an den irischen Königshöfen. Später nahm das Wort „Druidecht“ (ir. „Druidenkunst“, siehe auch fíth-fáth) die Bedeutung von Zauberkraft oder Hexerei an, wobei nicht klar ist, ob es sich allgemein um volkstümliche „Hexenmeister“ gehandelt hat oder ob tatsächlich noch im Frühmittelalter Reste der alten keltischen Priesterklasse und ihrer Lehren in Irland überlebt haben. Als mögliche Nachfolger der Druiden im irischen christlichen Mittelalter können jedoch die Filidh gelten. Im Roten Buch von Hergest und bei walisischen Schreibern des 12. Jahrhunderts wie Gwalchmei ap Meilyr, Cynndelw Brydydd Mawr, Llywarch ap Lewelyn und Filip Brydydd wird „Derwydd“ als Titel für Propheten und Dichter eines besonderen Ranges verwendet und auf eine offenbar zu ihrer Zeit noch bestehende Institution bezogen. Das Book of Taliesin bezeichnet die heiligen drei Könige als Derwydd – also „Druiden“, womit vermutlich eigentlich der Begriff des Astrologen gemeint ist.

## Moderne „Druiden“
Seit dem 18. Jahrhundert kam es im Zuge der Keltenromantik zu einem „Druiden-Revival“, in dem zahlreiche moderne Druidenorden gegründet wurden. Dabei handelte es sich einerseits um liberale und reformerische Vereinigungen, die dem Selbstbewusstsein des aufstrebenden Bürgertums im Zeitalter der Aufklärung entsprachen, wie etwa den Ancient Order of Druids. Andererseits verschrieben sich Neo-Druiden dem Neopaganismus. Beide Strömungen haben mit den historischen Druiden der alten Kelten kaum etwas gemeinsam.
In Großbritannien wird Druidentum seit 2010 offiziell als steuerbefreite Religion anerkannt.

## Druiden in der Literatur
In der Literatur werden sagenhafte oder halbhistorische Figuren wie Merlin und Taliesin häufig als Druiden bezeichnet, allerdings nur in neuerer Literatur, da beide in der mittelalterlichen Überlieferung ausschließlich Barden oder Zauberer genannt werden.
Eine der bekanntesten modernen literarischen Figuren eines Druiden ist Miraculix aus den Asterix-Comics von René Goscinny und Albert Uderzo. Die Comics wurden mittlerweile in 110 Sprachen übersetzt. Seine weiße Kleidung, die Goldsichel und das Schneiden von Misteln in Eichen beruhen offensichtlich auf den oben genannten historischen Quellen. Auch seine gesellschaftlich hohe Stellung – als Kenner der Geschichte und Berater des Häuptlings – folgt historischen Vorstellungen. Dagegen kommt in diesen Geschichten seine religiöse Rolle nicht zum Ausdruck.
Druiden werden auch in den Romanen von Marion Zimmer Bradley literarisch verarbeitet. In Die Nebel von Avalon wird die Artussage aus Sicht der Frauen erzählt. Die Priesterin der traditionellen keltischen „Naturreligion“ Morgaine erzählt darin als Schwester von Artus die Sage aus Sicht der Priesterinnen, deren Auftreten und Handeln an das von Druidinnen erinnern.

### Druiden in der modernen Fantasy
Im Rollenspielsystem Dungeons and Dragons wurde der Druide als spielbare Heldenklasse übernommen, stellt allerdings einen naturkundigen Magiewirker dar und unterscheidet sich somit stark von seinem historischen Vorbild. Spätere Rollenspielsysteme wie Das Schwarze Auge übernahmen den D&D-Druiden weitestgehend in dieser Form. So gelangte die Heldenklasse unter anderem auch in moderne Rollenspiele wie World of Warcraft, wo der Druide die Gestalt von Bären, Raubkatzen, Bäumen und Eulen und anderen Tieren annehmen kann und Diablo II, wo er ebenfalls ein Gestaltwandler ist.

## Film
- Die Druiden – Mächtige Priester der Kelten. Regie: Manfred Uhlig, Deutschland / Frankreich / Irland, ZDF, 2020.